# Take Back the Night (marcha)

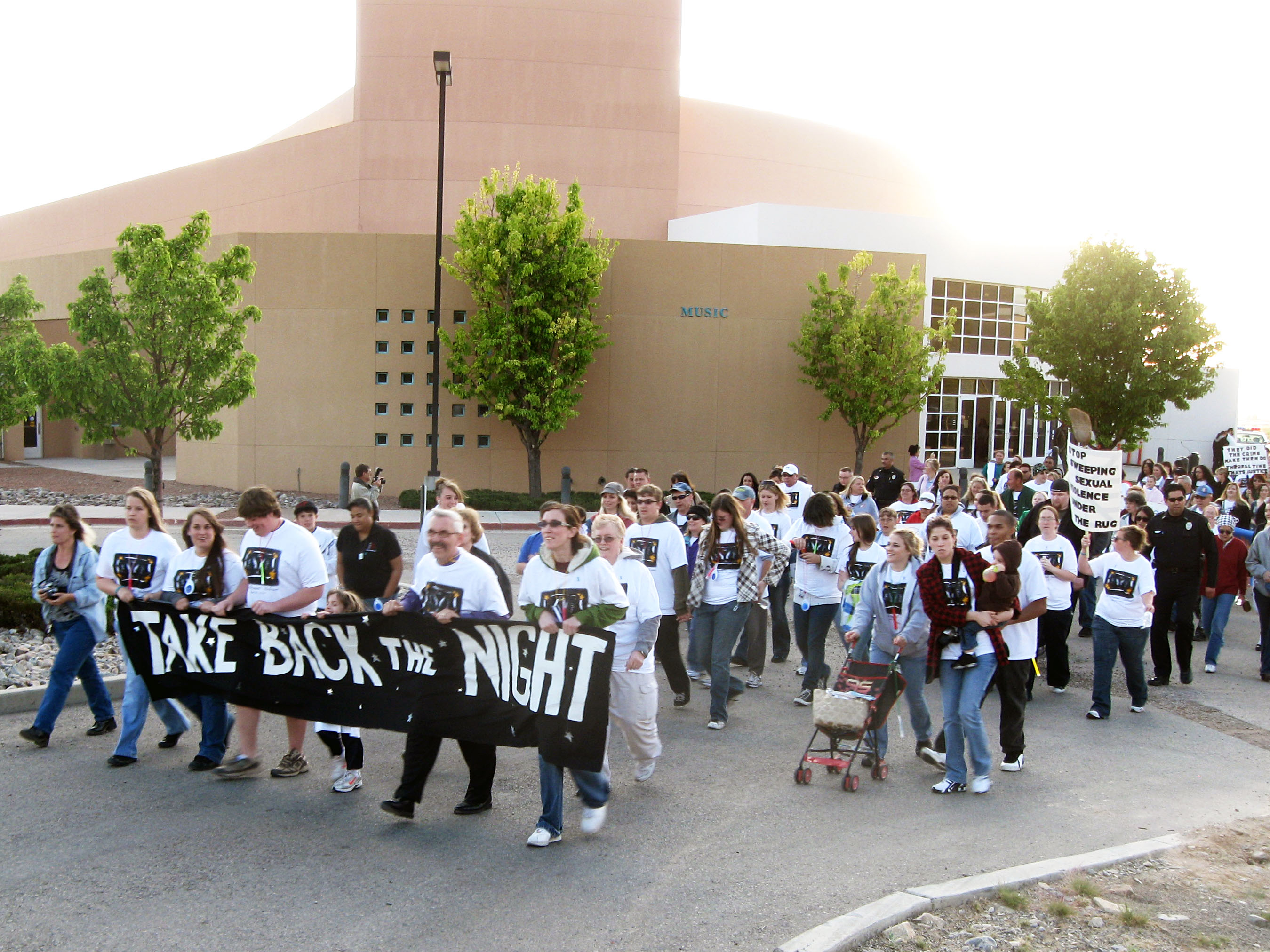
Take Back the Night en Alamogordo, Nuevo México.

Take Back the Night (TBTN) es el primer movimiento internacional de protesta en erradicar todo tipo de violencias contra las mujeres, los varones y los niños. Anualmente se realizan cientos de eventos en más de 30 países. Los eventos a menudo incluyen marchas, concentraciones y vigilias destinadas a protestar y actuar directamente contra la violación y otras formas de violencia sexual, de pareja y doméstica. En 2001, un grupo de mujeres que habían participado en las primeras marchas de Take Back the Night se unieron para formar la Fundación Take Back the Night en apoyo de los eventos en todo Estados Unidos y el mundo.

## Historia
Las marchas con el lema "Take Back the Night" se iniciaron en los años 1970. 
Una de las primeras marchas Take Back the Night se organizó en Filadelfia, Pensilvania, en octubre de 1975, tras el asesinato de la microbióloga Susan Alexander Speeth acuchillada mientras caminaba sola hacia su casa.
En 1976 en Bruselas se organizó una marcha con velas con el lema Take Back the Night durante la celebración del Tribunal Internacional de los Crímenes contra la Mujer. Otras marchas fueron realizadas en Roma, en 1976 y en Alemania Occidental e Inglaterra en 1977.
"Take Back the Night" fue el título de un discurso leído por Anne Produ en 1977 en un mitin contra la violencia en Pittsburgh.
Las acciones de Take Back the Night incluyen una protesta en San Francisco en contra de la pornografía en 1978. 
En 2006 una marcha Take Back the Night fue organizada en Ipswich como respuesta a los asesinatos de cinco prostitutas, que convocó a entre 200 y 300 asistentes.